# Skihütte

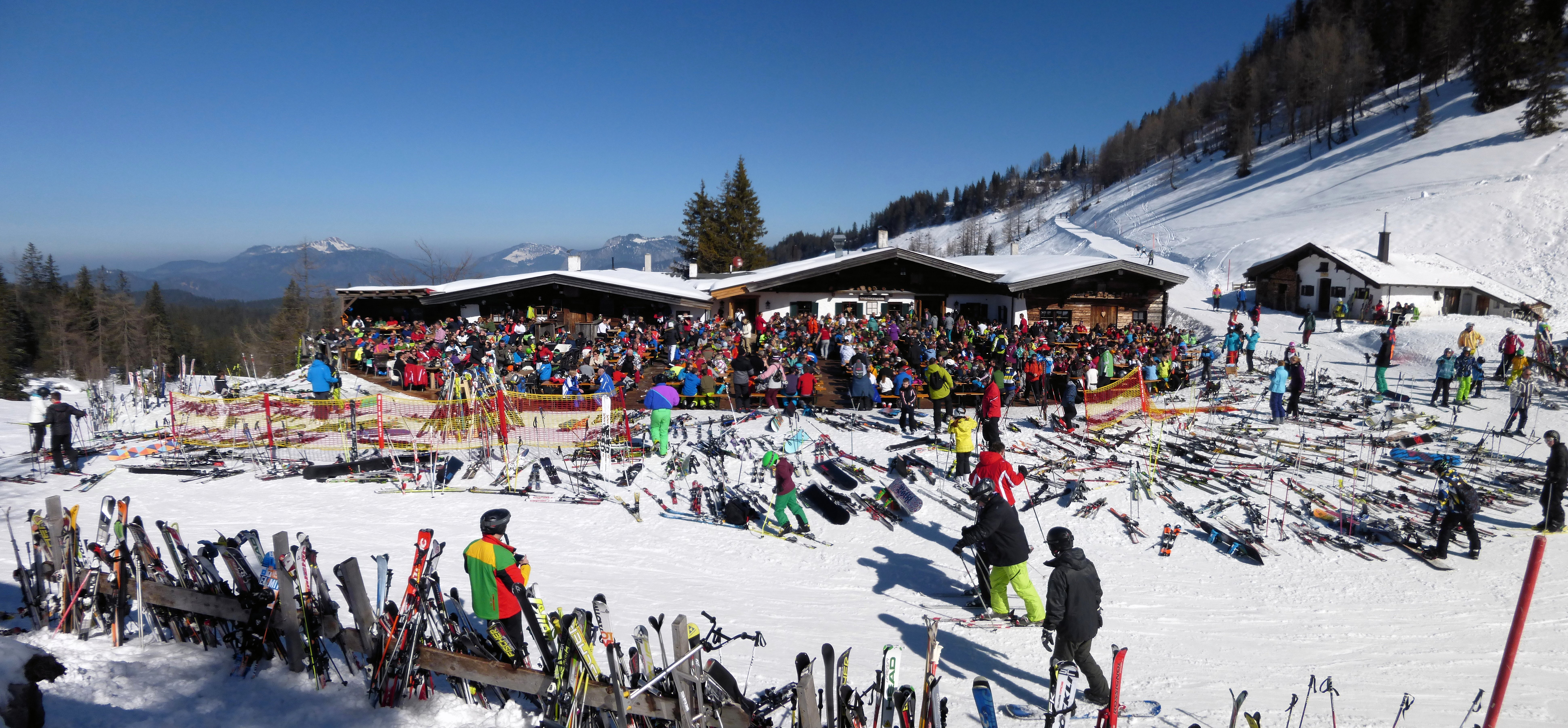
Skihütte in Tirol zur Mittagszeit

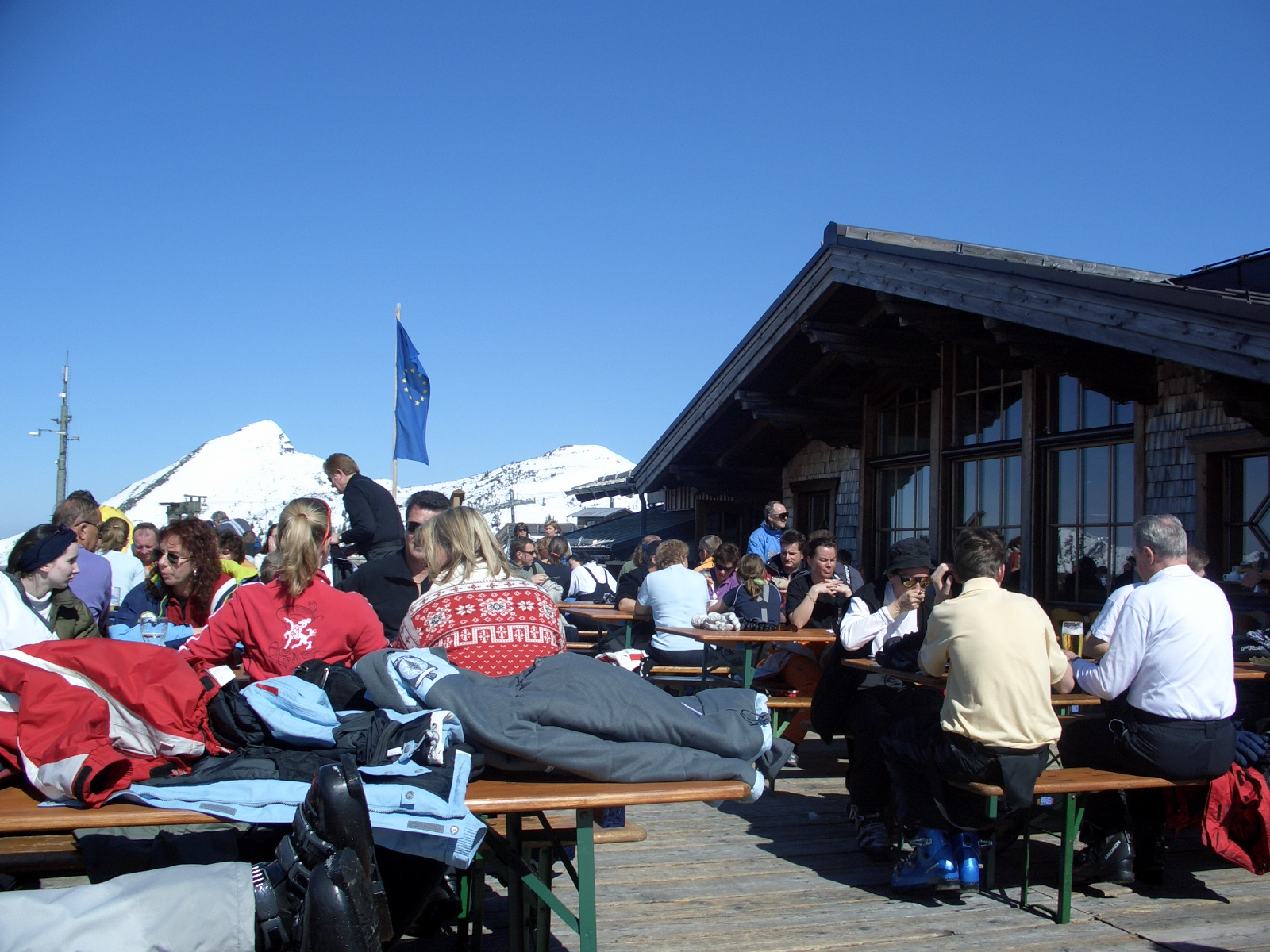
Die Terrasse einer typischen Skihütte, Salzburg (Land)

Als Skihütte wird allgemein ein Gastronomiebetrieb bezeichnet, der in einem Wintersportgebiet sein Angebot insbesondere an Skifahrer und Snowboarder richtet. 
Eine Skihütte muss jedoch keine Hütte im eigentlich Sinn einer einfachen Unterkunft sein, sondern bietet oftmals hohen Komfort. Die Bezeichnung lehnt sich an die Tradition der Berghütten an, die Bergtouristen ein Dach über dem Kopf bieten.
Skihütten werden in Wintersportgebieten oft an frequentierten Stellen betrieben, beispielsweise entlang einer Talabfahrt oder an einer Seilbahnstation. Viele Skihütten bieten neben einem Schank- und Speiseraum auch eine Sonnenterrasse, Liegestühle und einen besonderen Blick auf das Bergpanorama. Große Skihütten sind oft Selbstbedienungsrestaurants, während kleine Hütten häufig mit persönlichem Service um Kunden werben. Meistens wird mit Skihütten auch das Après-Ski verbunden.
In den letzten Jahren hat sich die Bezeichnung Skihütte auch auf Mietobjekte in den Bergen erweitert. Eine Skihütte ist ein in der Regel allein stehendes Haus, welches von den Urlaubsgästen für eine Mietperiode angemietet werden kann, um dort den Bergurlaub beziehungsweise Winterurlaub zu verbringen.